# Francesca Simon
Francesca Simon (ur. 23 lutego 1955 w Saint Louis) – amerykańska pisarka, autorka książek dla dzieci. Najbardziej znana jest z serii powieściowej Koszmarny Karolek; napisała też książki Tylko nie gotujcie Kopciuszka oraz Harując z Herkulesem.
Pisarka dorastała w Kalifornii, studiowała na Uniwersytecie Yale i Oksfordzkim. Pracowała też jako dziennikarka dla magazynów „The Sunday Times”, „The Guardian”, „The Mail on Sunday”, „The Daily Telegraph” i „Vogue”. Mieszka w Londynie.